# Bidhuna
Bidhuna is een nagar panchayat (plaats) in het district Auraiya van de Indiase staat Uttar Pradesh. 

## Demografie
Volgens de Indiase volkstelling van 2001 wonen er 24.784 mensen in Bidhuna, waarvan 53% mannelijk en 47% vrouwelijk is. De plaats heeft een alfabetiseringsgraad van 74%. 